# Petar Konjović
Petar Konjović (en cirílico: Петар Коњовић, pronunciado [[Transcripción fonética|pɛ̂tar kɔ̂ːɲɔʋit͡ɕ]]; Čurug, 5 de mayo de 1883-Belgrado, 1 de octubre de 1970) fue un compositor serbio.

## Biografía
Nació en Čurug, en la actual Serbia. Viajó a Novi Sad para asistir a la escuela secundaria y, en al terminar el cuarto año, se trasladó a Sombor, donde fue educado por Dragutin Blažek, un director de coro y compositor. En 1903, escribe su primera obra, la ópera Ženidba Miloša Obilića. En 1904, viajó a Praga para estudiar en el conservatorio local. En 1906, fue contratado como director de coro y profesor en Zemun, donde nace su único hijo en 1910, el director Jovan Konjović. Sigue allí para enseñar en la Escuela de Música Serbia de Belgrado (actual Escuela de música Mokranjac) hasta la Primera Guerra Mundial, cuando regresó a Sombor. Ahí reelaboró su primera ópera, que así modificada fue estrenada en Zagreb, pero debido a la censura bélica, renombrada como Vilin veo. Después de haber sido inspector de música, se convirtió en director de la Ópera de Zagreb hasta 1926. También fue director de teatro en Osijek, Split y Novi Sad.  En 1933 regresó a Zagreb, donde permaneció hasta 1939, cuando fue nombrado profesor de la Academia de Música de Belgrado, de la que más tarde se convirtió en rector. En 1946, fue elegido miembro de pleno derecho de la Academia Serbia de Ciencias y Artes. Falleció el 1 de octubre de 1970 en Belgrado.

## Obras
Konjović es el representante más significativo del nacionalismo moderno serbio en la música. Sus obras más conocidas son sus óperas. En el período de entreguerras, introdujo varios géneros en la música serbia.
Al estar determinado a nivel nacional, el lenguaje musical de Petar Konjović se basa y pertenece al período del romanticismo tardío. Sin embargo, incluye elementos de impresionismo y expresionismo característicos de muchos compositores de los años 20 y 30. Sus orientaciones musicales hacia el expresionismo folclórico también lo incluyeron en el grupo de músicos cercanos a Leoš Janáček, Béla Bartók, Ígor Stravinski que pertenecen al período temprano "ruso".
En sus óperas, se centró en establecer textos relacionados con eventos históricos e individuos, y sus escritos vocales estaban fuertemente influenciados por la inflexión natural de su lengua materna. Los elementos folclóricos también son muy evidentes en sus partituras. 

### Obras notables
- Vilin veo, 1917
- Knez od Zete,[4][5] 1929
- Otadžbina,[4] 1960
- Seljaci,[4] 1951
- Makar Čudra
- Jadranski capriccio[6]